# 顧野王
顧野王（519年—581年），字希馮，吳郡吴县（今江苏省苏州市）人，南朝梁至陳時代的官员、作家。

## 生平
他的祖父是顧子喬，梁東中郎武陵王府參軍事，父親是顧烜，信威臨賀王記室兼本郡五官掾。顧野王12歲時跟隨父親到建安，寫了《建安地記》二篇。南梁大同四年（538年），擔任太學博士，後來歷任數種官職。顧野王善於作畫，他與王褒一起當宣城王的門客，宣城王命顧野王畫古賢，命王褒書贊，當時被譽為「二絕」。
侯景之亂，顧野王因為父親過世，丁憂而回到故鄉。他招募了數百人，跟著義軍支援京城。京城被攻陷時，顧野王逃到會稽，後來又到東陽，跟劉歸義會合佔據城池對抗賊軍。侯景之亂結束後，太尉王僧辯對顧野王很讚賞，讓他管理海鹽縣。
後來，在陳朝，顧野王歷任金威將軍、安東臨川王府記室參軍、府諮議參軍、撰史學士、招遠將軍、鎮東鄱陽王諮議參軍、國子博士、東宮管記、太子率更令、大著作、東宮通事舍人、黃門侍郎、光祿卿、知五禮事等官。太建十三年（581年），顧野王去世，年六十三，詔贈祕書監，到了至德二年（584年），又贈右衛將軍。

## 著作
顧野王的著作有：
- 玉篇三十卷
- 輿地志三十卷
- 符瑞圖十卷
- 顧氏譜傳十卷
- 分野樞要一卷
- 續洞冥紀一卷
- 玄象表一卷
- 通史要略一百卷，未就而卒
- 國史紀傳二百卷，未就而卒
- 文集二十卷

## 延伸阅读
[在维基数据编辑]
 《陳書/卷30》，出自姚思廉《陳書》
 《南史·卷69》，出自李延壽《南史》